# Amphilophus lyonsi
Amphilophus lyonsi es una especie de peces de la familia Cichlidae en el orden de los Perciformes.

## Morfología
Los machos pueden llegar alcanzar los 15 cm de longitud total.

## Distribución geográfica
Se encuentra en  América Central: zona  atlántica de Costa Rica (río Coto) y de Panamá (río Dupí ).  